# أندي أندي
أندي أندي هو موسيقي ومغني دومينيكاني، ولد في القرن العشرين في ازوا في جمهورية الدومينيكان.

## وصلات خارجية
- أندي أندي على موقع ميوزك برينز (الإنجليزية)
- أندي أندي على موقع ديسكوغز (الإنجليزية)
- أندي أندي على موقع ديسكوغز (الإنجليزية)